# 钱普·贝利
钱普·贝利（英語：Champ Bailey，1978年6月22日—）是美式足球角卫，效力于国家橄榄球联盟的丹佛野马队。。他大学时在佐治亚大学打球，1999年选秀中被华盛顿红皮队于第一轮第7顺位选中。2004年转会至野马队。
贝利是野马队历史上截球数最多的球员。他曾11次入选明星碗，入选次数位列在NFL角卫历史上位列首位，被认为是NFL史上最杰出的传球防守球员之一。

## 外部連結
- 钱普·贝利在的頁面
- NFLPlayers.com Profile （页面存档备份，存于）
- NFL.com Profile （页面存档备份，存于）
- CNNSI.com draft Video
- Champ Bailey news （页面存档备份，存于）